# 上越国際スキー場
1. 各ゲレンデレストランの画像
2. 各エリアのゲレンデの画像
3. スキー場からの景色画像

上越国際スキー場（じょうえつこくさいスキーじょう）は、新潟県の南魚沼市樺野沢・十日町市当間にまたがって位置するスキー場である。通称「上国（じょうこく）」。
同じ新潟県の上越市や、上越市を含む上越地方にあると間違えられやすいが（上越を参照）、当スキー場は中越地方の南魚沼市・十日町市に存在する。これは当スキー場が上越線の沿線にあるためである。
日本屈指と言われる広大なコース面積1,000万m2（380ha、東京ドーム214個分）と非常に複雑なレイアウトが特徴である。また単体のスキー場では、日本で1番目に広いスキー場である。（複数のスキー場群を入れると日本で2番目に広い。→1番目は志賀高原スキー場。詳しくは日本のスキー場一覧を参照）広大なスキー場を利用してエリアごとに分けたナイター営業をしていたが、2020-2021シーズンより新型コロナウィルスのため規模を縮小している。（ナイター営業時間は17:00 ~ 20:30）

## 施設
このスキー場公式のホテル、3箇所の日帰り客向けのリゾートセンター、7箇所のゲレンデレストランを擁している。
ホテルグリーンプラザ上越
赤い三角屋根が特徴の巨大リゾートホテルである。このスキー場のシンボル的存在で、各旅行サイト等で宿泊パック等も豊富に用意されている。
日帰りセンター「アネックス」
上越国際スキー場前駅の目の前に位置する。レンタルコーナー「サロモンステーション」、リフト券売場、売店、更衣室あり。日帰りスキー・スノーボードの拠点であり、2階には温泉「縄文の湯」とレストラン「モンブラン」併設。駐車場は平日無料、休日が1,000円となっている。（1,500台、24時間）
大沢チロル
車でのみアクセス可能。レンタルコーナー、リフト券売場、売店、更衣室は週末のみの営業。レストラン「チロル」併設。駐車場は全日無料となっている。（1,000台、7:00 ~ 21:00）
当間リゾートセンター
車でのみアクセス可能。レンタルコーナー、リフト券売場、売店、更衣室あり。レストラン「リモージュ」併設。駐車場は全日無料となっている。（500台、7:00 ~ 21:00）

### ゲレンデレストラン
ゲレンデレストランは、モンブラン・サンモリッツ・ヨーデル・おしるこ茶屋・チロル・リモージュ・ホルンの全7箇所である。（2023-2024シーズンは、ヨーデル以外の6箇所のレストランが営業されている模様。）場所、営業時間、席数の順に詳細を記載する。
モンブラン
日帰りセンター 「アネックス」2階、7:30 ~ 19:00、80席
マンスリー豚丼提供あり。
サンモリッツ
大別当ゲレンデ下部、10:00 ~ 16:00、350席
マンスリー豚丼提供あり。
ヨーデル
長峰ハーフパイプ横、不明、315席
おしるこ茶屋
パノラマ第3ゲレンデ下部、10:00 ~ 15:00、200席
チロル
大沢チロル2階、10:00 ~ 16:00、200席
リモージュ
当間リゾートセンター2階、10:00 ~ 16:00、152席
ホルン
当間第4ゲレンデ下部、10:00 ~ 14:30、230席
- どのレストランにおいてもラストオーダーは30分前。
- 「モンブラン」、「サンモリッツ」では、「マンスリー豚丼」という毎月具材の内容が変わる丼ものが提供されていて、人気を博している[1]。

### その他の施設
- 展望台「パウゼ」は当間第4クワッドリフト（正式名称Mt.ATEMA4）の降り場（山頂停留所）立屋内に位置している。120席を擁し、このスキー場内で1番標高が高く、晴れていれば眺望に期待できる。かつてはレストラン「パウゼ」も営業していた[注釈 2]。
- ピッコロ（美奈スキーヤーズセンター内に位置している）・茶処「田舎家」（当間第８ロマンスリフトの乗り場（山麓停留所）付近に位置している）も過去にはゲレンデレストランとしてオープンしていた[注釈 3]。

## エリア構成（ゲレンデ・コース情報）
ホテルがあるマザーズゾーン、おしるこ茶屋があるパノラマゾーン、大別当ゲレンデを擁するアクティブゾーン、当間山付近のフォレストゾーンの4つのエリアに分かれている。かつてフォレストゾーンについては上越国際当間スキー場とも呼ばれていた。

### マザーズゾーン
エリア概要（公式サイト引用）
上国のシンボル的存在のホテルグリーンプラザ上越を中心とした初心者やファミリーにおすすめのマザーズゾーン。スキーデビューや初めての雪あそびなど、まずはここから。
エリア説明
ホテルや日帰りセンターアネックス等の施設があるため、宿泊客と日帰り客が混ざり、スキー場で最も賑わう一帯である。
| ゲレンデ・コース一覧         | 難易度   | 滑走距離 | 最大斜度 | 平均斜度 | 備考                                                                         |
| ---------------------------- | -------- | -------- | -------- | -------- | ---------------------------------------------------------------------------- |
| リーゼンファミリー林間コース | 初級     | 1,000m   | 10度     | 8度      | ホテルグリーンプラザ上越から日帰りセンターアネックスまでつながる林間コース。 |
| ホテル前ゲレンデ             | 初級     | 120m     | 18度     | 4度      | キッズパラダイスやソリランドがあり。                                         |
| 長峰ゲレンデ 第1コース       | 初・中級 | 600m     | 20度     | 10度     | ホテル前に広がるメインゲレンデ。コース下部にハーフパイプあり。               |
| 長峰ゲレンデ 第2コース       | 初・中級 | 600m     | 25度     | 12度     | コース上部にスノーパークあり。                                               |
| 長峰ゲレンデ 第3コース       | 初・中級 | 600m     | 25度     | 15度     |                                                                              |
| 美奈ゲレンデ 第1コース       | 中・上級 | 1,000m   | 33度     | 16度     |                                                                              |
| 美奈ゲレンデ 第2コース       | 中級     | 1,000m   | 33度     | 16度     | 美奈第1トリプルリフトと長峰クワッドリフトの間のコース。                      |
| 美奈ファミリー林間コース     | 初級     | 6,000m   | 18度     | 7度      |                                                                              |

- 長峰ハーフパイプの下、およそ20mの位置にパトロール隊の本部があり、スクール受付やトイレも併設されている。

営業休止中・閉鎖されたコース
- リーゼンコース:リーゼン第1トリプルリフト沿いのコース。2020-2021シーズンより営業休止中

### パノラマゾーン
エリア概要（公式サイト引用）
おしるこ茶屋があるパノラマゾーンは、雪質バツグン。変化に富んだ起伏ある地形を楽しめる中級者向けのエリア。
エリア説明
ホテルや日帰りセンターアネックスからのアクセスが良く、ある程度の標高があり山麓に比べて雪が積もりやすいため、12月のシーズン初めの時期や雪不足の時期であってもオープンすることが多い。（その際は、長嶺クワッドリフト（場合によっては、パノラマクワッドリフトも）が上下線利用となる。）
| ゲレンデ・コース一覧             | 難易度   | 滑走距離  | 最大斜度  | 平均斜度 | 備考                                                                          |
| -------------------------------- | -------- | --------- | --------- | -------- | ----------------------------------------------------------------------------- |
| パノラマゲレンデ 第2コース       | 中・上級 | 1,000m    | 30度      | 12度     | 日没による安全確保のため15時にてコース閉鎖。 北斜面である。                   |
| パノラマゲレンデ 第3メインコース | 中級     | 1,000m    | 30度      | 15度     | パノラマ第3ロマンスリフト沿いのコース。コース前半にコース幅が狭い急斜面あり。 |
| パノラマゲレンデ 第3尾根コース   | 中級     | 不明      | 不明      | 不明     |                                                                               |
| パノラマクワッドメインコース     | 中級     | 600m（?） | 17度（?） | 7度（?） |                                                                               |
| パノラマファミリー林間コース     | 初級     | 6,000m    | 不明      | 不明     |                                                                               |

- パノラマ第3ゲレンデは途中に、尾根コースとメインコースとで分かれる分岐点がある。
- 天気のいい日には、パノラマ第3ロマンスリフトの降り場（山頂停留所）から当間山が山頂から麓のホルンまで（主に当間第4ゲレンデ）はっきり見えるほか、パノラマ第3尾根コースから魚沼平野、十日町の町並みを一望できる。

### アクティブゾーン
エリア概要（公式サイト引用）
滑りに自信がある方はぜひチャレンジ！
エリア説明
ホテルや日帰りセンターアネックス等の施設があるため、宿泊客と日帰り客が混ざり、スキー場で最も賑わう一帯である。
| ゲレンデ・コース一覧     | 難易度   | 滑走距離 | 最大斜度 | 平均斜度 | 備考                                                                                         |
| ------------------------ | -------- | -------- | -------- | -------- | -------------------------------------------------------------------------------------------- |
| 大別当チャンピオンコース | 上級     | 700m     | 38度     | 20度     | このスキー場で最も難関なコース。コースの半分は非圧雪エリアで、自然コブを楽しむことができる。 |
| 大別当迂回コース         | 中級     | 不明     | 不明     | 不明     | 大沢ゲレンデとホテル方面を結ぶ、大別当ゲレンデの迂回コース。                                 |
| 大沢ジャイアントコース   | 中・上級 | 1,200m   | 31度     | 15度     | SAJ公認のGSLコースである。                                                                   |

- 大別当迂回コースはヘアピンカーブが5箇所ある。
- 日曜日や祝日は、大沢ジャイアントコースの中腹部でゲレンデの一部が規制される。これは新潟県連が貸し切って選手を指導しているためである[要出典]。
- 大沢第2・3ゲレンデの休止により、大沢ゲレンデと当間ゲレンデの行き来はパノラマゲレンデを経由する必要があり、大回りが必要である。

営業休止中・閉鎖されたコース
- 大沢第2ゲレンデ:2020-2021シーズンより大沢第2ロマンスリフトが営業を休止したためリフトとともに営業休止中
- 大沢第3ゲレンデ:2020-2021シーズンより大沢第3ロマンスリフトが営業を休止したためリフトとともに営業休止中

### フォレストゾーン
エリア概要（公式サイト引用）
上国で最も奥に位置する十日町市側のゲレンデ。ブナ林が多くゆったりとした気分で楽しめるエリア。
エリア説明
北向きの斜面で雪質がよく、ホテルから遠いため混雑が少ないとされる。
| ゲレンデ・コース一覧         | 難易度   | 滑走距離 | 最大斜度 | 平均斜度 | 備考                                          |
| ---------------------------- | -------- | -------- | -------- | -------- | --------------------------------------------- |
| 当間第1ゲレンデ              | 初・中級 | 1,000m   | 22度     | 10度     |                                               |
| 当間第2ゲレンデ              | 初・中級 | 1,000m   | 24度     | 11度     |                                               |
| 当間第4ゲレンデ メインコース | 中級     | 2,000m   | 32度     | 12度     |                                               |
| 当間第4ゲレンデ 中央コース   | 中・上級 | 980m     | 24度     | 12度     |                                               |
| 当間第4ゲレンデ 迂回コース   | 初・中級 | 760m     | 24度     | 11度     | 当間第3ロマンスリフトへの連絡コースでもある。 |
| 当間第5ゲレンデ              | 初・中級 | 600m     | 28度     | 12度     | 迂回コースもあり。                            |

- 当間第1ゲレンデは、急坂となだらかな坂が約100mごとに交互に連なっている。
- 当間第2ゲレンデから当間第1ゲレンデにわたるコースは、平地が続くため、人が溜まりやすい。
- 当間第4ゲレンデ 中央コースは中腹部で2018年夏に大雨による地滑りのため、長らくコースは閉鎖されていたが、2020-2021シーズンから非圧雪コースに変更のもと再オープンした[要出典]。

営業休止中・閉鎖されたコース
- 当間第8ゲレンデ:2020-2021シーズンより営業休止中。このコースは行き止まりとなっており、このコースを滑ると当間第8ロマンスリフト(休止中)で戻る必要がある。
- (名称不明のコース)かつて当間第6ロマンスリフト乗り場付近から大沢ゲレンデへ当間第6ロマンスリフトを利用せずに移動できるコースがあった。閉鎖時期は不明。

## パークやハーフパイプ等
キッカー
シーズンや時期によって仕様が異なるが、マザーズゾーンのパーク内に設置される大キッカーは最大14ｍ～16ｍ程になる。

## 索道設備
| 索道名                         | キロ程 | 支柱基数 | 高低差 | 速度 | 回転方向   | 種類                   | 搬器定員 | 索道メーカー | 建設年月日 | 備考                                                                                             |
| ------------------------------ | ------ | -------- | ------ | ---- | ---------- | ---------------------- | -------- | ------------ | ---------- | ------------------------------------------------------------------------------------------------ |
| リーゼン第１トリプルリフト     | 575m   | 不明     | 不明   | 不明 | 不明       | 単線固定循環式特殊索道 | 3人      | 日本ケーブル | 不明       | 2020年度より休止中                                                                               |
| リーゼン第２ロマンスリフトＡ線 | 632m   | 不明     | 不明   | 不明 | 時計回り   | 単線固定循環式特殊索道 | 2人      | 日本ケーブル | 不明       | 下り線利用可能                                                                                   |
| リーゼン第２ロマンスリフトＢ線 | 632m   | 不明     | 不明   | 不明 | 反時計回り | 単線固定循環式特殊索道 | 2人      | 日本ケーブル | 不明       | 下り線利用可能                                                                                   |
| ホテル前ロマンスリフト         | 98m    | 不明     | 不明   | 不明 | 反時計回り | 単線固定循環式特殊索道 | 2人      | 日本ケーブル | 不明       |                                                                                                  |
| 長峯クワッドリフト             | 1050m  | 不明     | 不明   | 不明 | 時計回り   | 単線自動循環式特殊索道 | 4人      | 日本ケーブル | 不明       | 下り線利用可能                                                                                   |
| 長峯第２ロマンスリフトＡ線     | 454m   | 不明     | 不明   | 不明 | 時計回り   | 単線固定循環式特殊索道 | 2人      | 日本ケーブル | 不明       |                                                                                                  |
| 長峯第２ロマンスリフトＢ線     | 454m   | 不明     | 不明   | 不明 | 反時計回り | 単線固定循環式特殊索道 | 2人      | 日本ケーブル | 不明       |                                                                                                  |
| 長峯第３ロマンスリフト         | 508m   | 不明     | 不明   | 不明 | 時計回り   | 単線固定循環式特殊索道 | 2人      | 不明         | 不明       | 2020年度より休止中                                                                               |
| 美奈第１トリプルリフト         | 502m   | 不明     | 不明   | 不明 | 時計回り   | 単線固定循環式特殊索道 | 3人      | 日本ケーブル | 不明       |                                                                                                  |
| 美奈第４ロマンスリフト         | 928m   | 不明     | 不明   | 不明 | 反時計回り | 単線固定循環式特殊索道 | 2人      | 不明         | 不明       | 2020年度より休止中                                                                               |
| パノラマクワッドリフト         | 1045m  | 不明     | 不明   | 不明 | 時計回り   | 単線自動循環式特殊索道 | 4人      | 日本ケーブル | 不明       |                                                                                                  |
| パノラマ第２ロマンスリフト     | 902m   | 不明     | 不明   | 不明 | 反時計回り | 単線固定循環式特殊索道 | 2人      | 日本ケーブル | 不明       |                                                                                                  |
| パノラマ第３ロマンスリフト     | 953m   | 不明     | 不明   | 不明 | 時計回り   | 単線固定循環式特殊索道 | 2人      | 日本ケーブル | 不明       |                                                                                                  |
| パノラマ第４ロマンスリフト     | 479m   | 不明     | 不明   | 不明 | 反時計回り | 単線固定循環式特殊索道 | 2人      | 日本ケーブル | 不明       | 連絡リフトのため両方向乗車可能。                                                                 |
| 大別当ﾁｬﾝﾋﾟｵﾝﾄﾘﾌﾟﾙﾘﾌﾄ          | 661m   | 不明     | 不明   | 不明 | 時計回り   | 単線固定循環式特殊索道 | 3人      | 日本ケーブル | 不明       | 大別当トリプルリフトと訳されることが多い。                                                       |
| 大沢第１トリプルリフト         | 1109m  | 不明     | 不明   | 不明 | 時計回り   | 単線自動循環式特殊索道 | 3人      | 日本ケーブル | 不明       | 日本ケーブル初期のデタッチャブルトリプルと思われる。                                             |
| 大沢第２ロマンスリフトＡ線     | 1010m  | 不明     | 不明   | 不明 | 不明       | 単線固定循環式特殊索道 | 2人      | 日本ケーブル | 不明       | 2020年度より休止中                                                                               |
| 大沢第２ロマンスリフトＢ線     | 1010m  | 不明     | 不明   | 不明 | 不明       | 単線固定循環式特殊索道 | 2人      | 日本ケーブル | 不明       | 休止中（休止時期不明 2017-2018シーズンのゲレンデマップに記載はない）                             |
| 大沢第３ロマンスリフトＡ線     | 411m   | 不明     | 不明   | 不明 | 不明       | 単線固定循環式特殊索道 | 2人      | 日本ケーブル | 不明       | 休止中（休止時期不明 2017-2018シーズンのゲレンデマップに記載はない）                             |
| 大沢第３ロマンスリフトＢ線     | 411m   | 不明     | 不明   | 不明 | 不明       | 単線固定循環式特殊索道 | 2人      | 日本ケーブル | 不明       | 2020年度より休止中                                                                               |
| 当間第１ロマンスリフト         | 952m   | 不明     | 不明   | 不明 | 時計回り   | 単線固定循環式特殊索道 | 2人      | 日本ケーブル | 不明       |                                                                                                  |
| 当間第２ロマンスリフト         | 966m   | 不明     | 不明   | 不明 | 時計回り   | 単線固定循環式特殊索道 | 2人      | 日本ケーブル | 不明       |                                                                                                  |
| Ｍｔ．ＡＴＥＭＡ３             | 522m   | 不明     | 不明   | 不明 | 反時計回り | 単線固定循環式特殊索道 | 2人      | 日本ケーブル | 不明       | 当間第3ロマンスリフトと訳されることが多い。連絡リフトのため両方向乗車可能。                      |
| Ｍｔ．ＡＴＥＭＡ４             | 1550m  | 不明     | 不明   | 不明 | 反時計回り | 単線自動循環式特殊索道 | 4人      | 日本ケーブル | 不明       | 当間第4クワッドリフトと訳されることが多い。以前は当間第4 4人乗り高速リフトと訳すことが多かった。 |
| Ｍｔ．ＡＴＥＭＡ５             | 469m   | 不明     | 不明   | 不明 | 反時計回り | 単線固定循環式特殊索道 | 2人      | 日本ケーブル | 不明       | 当間第5ロマンスリフトと訳されることが多い。                                                      |
| Ｍｔ．ＡＴＥＭＡ６             | 453m   | 不明     | 不明   | 不明 | 反時計回り | 単線固定循環式特殊索道 | 2人      | 日本ケーブル | 不明       | 当間第6ロマンスリフトと訳されることが多い。連絡リフトのため両方向乗車可能。                      |
| 当間第7トリプルリフト          | 不明   | 不明     | 不明   | 不明 | 不明       | 不明                   | 3人      | 不明         | 不明       | 休止中（休止時期不明 2017-2018シーズンのゲレンデマップに記載はない）                             |
| 当間第８ロマンスリフト         | 771m   | 不明     | 不明   | 不明 | 時計回り   | 単線固定循環式特殊索道 | 2人      | 日本ケーブル | 不明       | 2020年度より休止中                                                                               |

## その他
- 複雑な地形にコースとリフトをつぎはぎしたようなレイアウトとなっているため、エリア間の移動に非常に時間がかかる上、リフト間の水平移動が多いのが最大の欠点である。例えばホテルから当間第4ゲレンデの山頂に行くには最低5本のリフトの乗り継ぎ、帰るにも最低2本のリフトを乗り継がなければならない。
- リフトに乗るために坂を上らなければいけないコースもある。初心者コースで気を抜いていると、坂が出てきて大変な思いをすることがある。
- 各ゲレンデ間を結ぶ「連絡リフト」がある。ゲレンデ間の双方向を行き来するために架けられたもので、反対側の方向にも人が乗っている光景は独特のものがある。また悪天候等で連絡リフトが止まってしまったり、終了時刻を過ぎるとベースに帰れなくなるなどの事態もあるため、注意が必要である。
- パノラマエリアの中心地に「おしるこ茶屋」があり、そこで出される餅入りおしるこはスキー場の名物として人気が高い。
- 以前はマスコットとして「レストランヨーデル」の前にセントバーナード犬が飼われていた。
- 当間ゲレンデ、パノラマゲレンデは当間山から北東に伸びる魚沼丘陵の十日町市側（信濃川本流側）、その他のゲレンデは同丘陵の南魚沼市側（魚野川側）にある。十日町市側の当間ゲレンデから入場することもできる。
- かつて長峰ゲレンデと当間ゲレンデの行き来はパノラマゲレンデ経由と大沢ゲレンデ経由の2つのルートがあったが、大沢第2・3ロマンスリフトと大沢第2・3ゲレンデが2020-2021シーズンより営業休止中であり、2024年現在は長峰ゲレンデと当間ゲレンデの行き来はパノラマゲレンデを経由する必要がある。
- かつて長峰ゲレンデ⇔大沢ゲレンデ⇔パノラマゲレンデ⇔長峰ゲレンデというルートで周回もすることができたが、大沢第2・3ロマンスリフトと大沢第2・3ゲレンデが2020-2021シーズンより営業休止となったため、上記のルートで周回することはできなくなった。

## 沿革
- 1968年（昭和43年）- 12月20日、上越国際スキー場が開業。（帝国観光）
- 1973年（昭和48年）- 1月26日放送の『ウルトラマンA』第43話「冬の怪奇シリーズ! 怪談 雪男の叫び!」（TBS系）にて、ロケ撮影が行われた。
- 1984年（昭和59年）- 上越国際当間スキー場をオープン。
- 1985年（昭和60年）- ボルボスキーショーを開催。（1986 - 1994シーズンまで開催）
- 1987年（昭和62年）- ワールドカップスピードスキーを開催。
- 2004年（平成16年）- スノーボード・ワールドカップを開催。
- 2007年（平成19年）- 1月にはロッテの協賛で、fm yokohama、NACK5、bayfmの首都圏民放FM局で合同ツアーを企画し、2008年には上記3局に加え、FM-FUJIが加わった。
- 2019年（平成31年）- 索道係員の運転取扱に関する不備による、乗客の停留場からの転落が発生した。（詳細は事故欄にて供述。）

## 事故
- 2019年2月10日14時頃、山麓乗降場の乗客係りは下り線乗客の対応を行っている中、上り線利用の乗客に気付かずに搬器座板を上げていた。乗客は親子3名で最初に乗場へ入った子供は座板が上がったままの状態で乗車し、次の搬器に乗車しようとした父親は座板に気付き自力で座板を下げようとしたが、そのまま搬器に押され乗場から転落した。異常に気付いた母親が声を掛けて運転係りがリフトを停止した。この間乗客係り、運転係り共に事態に気付かなかった。リフト停止後そのまま乗車した子供を救助し転落した父親共にケガは無かった。なお当時は降雪時であった。
  - 再発防止策として上下線利用の乗降場には係員2名の配置であったが人員の配置を見直し増員して監視を強化すること、降雪時も座板の操作は行わないように作業手順を見直し係員に周知、徹底した。また今回の事例を社内全体で共有し、他のリフトでも見直しが必要な部分の検討を行っている[5]。

## アクセス
公共交通
- JR上越線 上越国際スキー場前駅下車すぐ
同駅はゲレンデの目の前にあり、ゲレンデ内から上越線を走行する列車を目にすることができる。
- JR上越新幹線 越後湯沢駅より南越後観光バスの路線バス（冬季運行直行便）で25分。
- ホテルグリーンプラザ上越宿泊者は越後湯沢駅から宿泊者専用の送迎バス有り（詳しくはホテルグリーンプラザ上越#アクセスも参照すること。）

車
- 関越自動車道 塩沢石打ICより6km